# Historia del islam en el sur de Italia

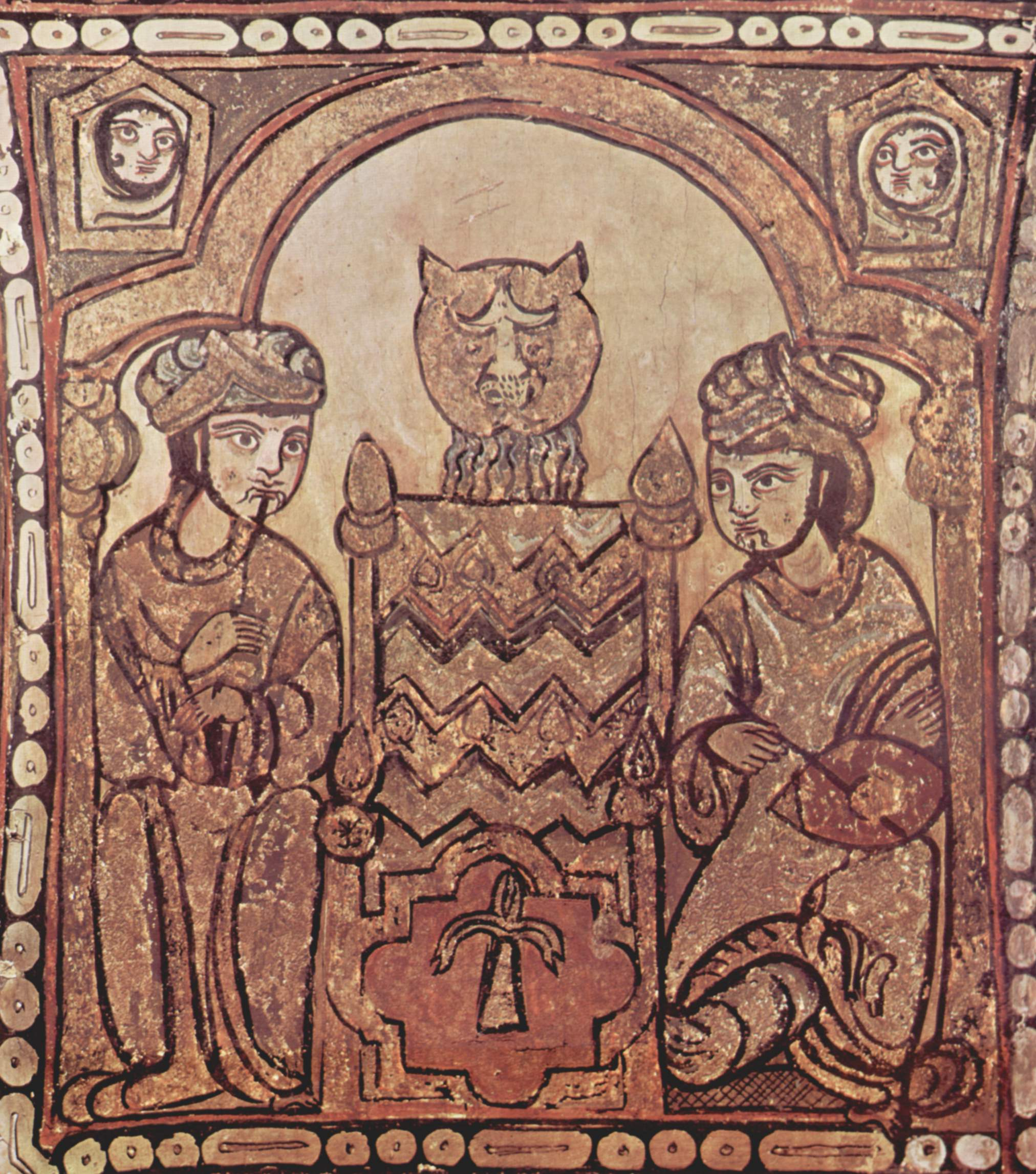
Pintura árabe hecha para los reyes normandos (c.1150) en el Palazzo dei Normanni, originalmente el palacio del emir en Palermo.

La historia del Islam en el sur de Italia comenzó con el primer asentamiento árabe en Sicilia, en Mazara, que fue capturado en 827. El subsiguiente dominio de Sicilia y Malta comenzó en el siglo X. El dominio islámico sobre toda Sicilia comenzó en 902, y el Emirato de Sicilia duró desde 831 hasta 1061. Aunque Sicilia era el principal bastión musulmán en Italia, algunos puntos de apoyo temporales, el más importante de los cuales era la ciudad portuaria de Bari (ocupada desde 847 hasta 871), se establecieron en la península, especialmente en el sur de Italia, aunque las incursiones musulmanas, principalmente las de Muhammad ibn Abi'l-Jawari, llegaron hasta Nápoles, Roma y la región norte del Piamonte. Estas incursiones fueron parte de una lucha más grande por el poder en Italia y Europa, con fuerzas cristianas bizantinas, francas, normandas e italianas locales compitiendo también por el control. Los musulmanes fueron a veces buscados como aliados por varias facciones cristianas contra otras facciones.
El primer asentamiento árabe permanente en Sicilia se produjo en el 827, pero no fue hasta la caída de Taormina en el 902 que toda la isla cayó bajo su dominio, aunque Rometta resistió hasta el 965. En ese año los kalbíes establecieron la independencia de su emirato del califato fatimí. En 1061 los normandos tomaron Messina, y en 1071 Palermo y su ciudadela (1072) fueron capturadas. En 1091 Noto cayó ante los normandos, y la conquista fue completa. Malta cayó más tarde ese mismo año, aunque la administración árabe se mantuvo en su lugar, marcando el capítulo final de este período. Las conquistas de los normandos establecieron el catolicismo romano firmemente en la región, donde el  cristianismo oriental había sido prominente durante la época del dominio bizantino e incluso siguió siendo significativo durante el período islámico. La conversión generalizada se produjo a continuación, lo que resultó con la desaparición del Islam en Sicilia en la década de 1280. En 1245, los sicilianos musulmanes fueron deportados al asentamiento de Lucera, por orden del Emperador del Sacro Imperio Romano Germánico Federico II Hohenstaufen. En 1300, Giovanni Pipino da Barletta, conde de Altamura, se apoderó de Lucera y exilió o vendió como esclavos a su población, poniendo fin a la presencia musulmana medieval en Italia.

## Sicilia

### Primeros ataques árabes a Sicilia (652-827)
Los primeros ataques de los barcos árabes a Sicilia, que entonces formaba parte del Imperio bizantino, ocurrieron en 652 bajo el califato ortodoxo de Uthmán ibn Affán. Estos eran guerreros árabes dirigidos por el gobernador de Siria, Muawiya I, y liderados por Muawiya ibn Hudayj de la tribu Kinda, permanecieron en la isla durante varios años. Olimpo, el exarca bizantino de Ravena, fue a Sicilia para derrocar a los invasores pero fracasó. Poco después, los árabes volvieron a Siria después de recoger una gran cantidad de botín.
Una segunda expedición árabe a Sicilia tuvo lugar en el 669. Esta vez, una fuerte y devastadora fuerza formada por 200 barcos de Alejandría atacó la isla. Saquearon Siracusa, Sicilia y volvieron a Egipto después de un mes de saqueo. Después de la conquista árabe del norte de África (completada alrededor del 700), los ataques de las flotas árabes se repitieron en 703, 728, 729, 730, 731, 733 y 734. Los dos últimos asaltos árabes se enfrentaron a una resistencia bizantina sustancial.
La primera verdadera expedición de conquista se lanzó en 740. En ese año, Habib ibn Abi Obeida al-Fihri, que había participado en el ataque del año 728, capturó con éxito Siracusa. Aunque estaba lista para conquistar toda la isla, la expedición se vio obligada a regresar a Túnez por una revuelta bereber. Un segundo ataque en el 752 tuvo como único objetivo saquear de nuevo Siracusa.
En el año 805, el patricio imperial de Sicilia, Constantino, firmó una tregua de diez años con Ibrahim I ibn Aglab, emir de Ifriqiya, pero esto no impidió que las flotas árabes de otras zonas de África y de al-Ándalus atacaran Cerdeña y Córcega entre 806 y 821. En el año 812, el hijo de Ibrahim, Abdallah I, envió una fuerza de invasión para conquistar Sicilia. Sus barcos fueron primero acosados por la intervención de Gaeta y Amalfi y más tarde fueron destruidos en gran número por una tempestad. Sin embargo, lograron conquistar la isla de Lampedusa y arrasar Ponza e Ischia en el mar Tirreno. Otro acuerdo entre el nuevo patricio Gregorio y el emir estableció la libertad de comercio entre el sur de Italia e Ifriqiya. Tras un nuevo ataque en el año 819 por Mohammed ibn-Adballad, primo del emir Ziyadat Alá I de Ifriqiya las fuentes ya no mencionan ningún ataque árabe posterior a Sicilia hasta el año 827.

### Conquista de Sicilia (827-902)

#### Eufemio y Asad
La conquista árabe de Sicilia y partes del sur de Italia duró 75 años. Según algunas fuentes, la conquista fue impulsada por  Eufemio, un comandante bizantino que temía ser castigado por el emperador Miguel II por haber cometido una «indiscreción sexual». Tras una breve conquista de Siracusa, se proclamó emperador de la ciudad en el 823, pero fue obligado por fuerzas leales a huir a la corte de Ziyadat Alá I de Ifriqiya en África. Este último aceptó conquistar Sicilia, con la promesa de dejarla a Eufemio a cambio de un tributo anual. Confió su conquista al qadi de 70 años, Asad ibn al-Furat. La fuerza musulmana contaba con 10.000 soldados de infantería, 700 de caballería y 100 barcos, reforzados por la flota de Eufemio, tras el desembarco en Mazara del Vallo, por caballeros. La primera batalla contra las tropas bizantinas tuvo lugar el 15 de julio de 827, cerca de Mazara, resultando en una victoria aglabí.
Posteriormente, Asad conquistó la costa sur de la isla y sitió Siracusa. Tras un año de asedio y un intento de motín, sus tropas pudieron derrotar a un gran ejército enviado desde Palermo con el apoyo de una flota veneciana dirigida por el dux de Venecia Giustiniano Participazio. Sin embargo, los musulmanes se retiraron al castillo de Mineo cuando una epidemia mató a muchas de sus tropas y al propio Asad. Más tarde volvieron a la ofensiva pero no lograron conquistar Castrogiovanni (la moderna Enna, donde murió Eufemio), retirándose a Mazara. En el año 830, recibieron un fuerte refuerzo de 30.000 tropas africanas y andalusíes. Los musulmanes andalusíes derrotaron al comandante bizantino Teodoto en julio y agosto de ese año, pero una nueva epidemia los obligó una vez más a regresar a Mazara y luego a África. Las unidades bereberes africanas enviadas a sitiar Palermo la capturaron en septiembre del 831 después de un año de asedio. Palermo, rebautizada al-Madina, se convirtió en la capital musulmana de Sicilia.

#### Abu Fihr Muhammad ibn Abdallah
En febrero del 832, Ziyadat Allah envió a su primo Abu Fihr Muhammad ibn Abd-Allah a la isla y lo designó como el vali de Sicilia. Derrotó a los bizantinos a principios del 834, y al año siguiente sus tropas llegaron hasta Taormina. La guerra se prolongó durante varios años con pequeñas victorias de los aglabíes, mientras que los bizantinos resistieron en sus fortalezas de Castrogiovanni y Cefalú. Nuevas tropas llegaron a la isla desde el nuevo emir Al-Aghlab Abu Affan y ocuparon Platani, Caltabellotta, Corleone, Marineo y Geraci, concediendo a los musulmanes el control total de la Sicilia occidental.
En el 836, los barcos musulmanes ayudaron a su aliado, Andrés II de Nápoles, cuando fue asediado por las tropas beneventinas, y con el apoyo napolitano Messina también fue conquistada en el 842 por Muhammad Abul Abbas de Sicilia, que más tarde estableció el Emirato de Bari. En el 845, Modica también cayó, y los bizantinos sufrieron una aplastante derrota cerca de Butera, perdiendo unos 10.000 hombres. Lentini fue conquistado en el 846, y Ragusa le siguió en el 848.

#### Abbas ibn Fadhl
En el 851, el gobernador y general Al-Aghlab Abu Ibrahim murió. Fue sucedido por Abbas ibn Fadhl. Empezó una campaña de estragos contra las tierras aún en manos bizantinas, capturando Butera, Gagliano Castelferrato, Cefalù, y, lo más importante de todo, Castrogiovanni, en el invierno de 859. Muchos de los cautivos de Castrogiovanni fueron enviados al califa abasí Al-Mutawakkil, como representación de la victoria de Abbas ibn Fadhl. En respuesta, el emperador bizantino envió una gran fuerza en los años 859-860 bajo Constantino Kontomytes, pero el ejército y la flota que lo transportaba fueron derrotados por Abbas. Los refuerzos bizantinos llevaron a muchas de las ciudades subyugadas por los musulmanes a la revuelta, y Abbas dedicó los años 860-861 a reducirlas. Abbas murió en 861, reemplazado por su tío Ahmed ibn Yaqub y, a partir de febrero de 862, por Abdallah, hijo de Abbas; este último fue a su vez reemplazado por los aglabíes con Khafagia ibn Sofian, que capturó a Noto, Scicli y Troina.

#### Jafar ibn Muhammad
En el verano del 868, los bizantinos fueron derrotados por primera vez cerca de Siracusa. Las hostilidades se reanudaron a principios del verano del 877 por el nuevo sultán, Jafar ibn Muhammad al-Tamini, que sitió Siracusa; la ciudad cayó el 21 de mayo de 878. Los bizantinos mantuvieron ahora el control sobre un corto tramo de costa alrededor de Taormina, mientras que la flota musulmana atacó Grecia y Malta. Sin embargo, esta última flota fue destruida en una batalla naval en el 880. Durante un tiempo, parecía que los bizantinos podían recuperar Sicilia, pero las nuevas victorias por tierra de los musulmanes restablecieron su control. Una revuelta en Palermo contra el gobernador Seuàda ibn Muhammad fue aplastada en el 887.
La muerte del fuerte emperador Basilio I en el 886 también animó a los musulmanes a atacar Calabria, donde el ejército imperial fue derrotado en el verano del 888. Sin embargo, a la primera revuelta interior le siguió otra en el 890, impulsada principalmente por la hostilidad entre árabes y bereberes. En 892 un emir fue enviado desde Ifriqiya, por Ibrahim II de Ifriqiya a Palermo, pero fue expulsado de nuevo unos meses más tarde. El príncipe no cedió y envió otro poderoso ejército a Sicilia bajo su hijo, Abu l-Abbas Abdallah, en el año 900. Los sicilianos fueron derrotados en Trapani (22 de agosto) y en las afueras de Palermo (8 de septiembre), esta última ciudad resistió durante otros diez días. Abu l-Abbas se movió contra los restantes bastiones bizantinos y también fue capaz de capturar Reggio Calabria en el continente el 10 de junio de 901.
Como Ibrahim se vio obligado a abdicar en Túnez, decidió dirigir en persona las operaciones en el sur de Italia. Taormina, el último bastión bizantino principal de Sicilia, cayó el 1 de agosto de 902. Messina y otras ciudades abrieron sus puertas para evitar una masacre similar. El ejército de Ibrahim también marchó sobre el sur de Calabria, asediando Cosenza. Ibrahim murió de disentería el 24 de octubre. Su nieto detuvo la campaña militar y regresó a Sicilia.

### Sicilia aglabí (827–909)
En este punto (902), Sicilia estaba casi totalmente bajo el control de los aglabíes, con la excepción de algunos pequeños bastiones en el accidentado interior. La población se había incrementado un poco por los emigrantes musulmanes de Iberia, el norte de África y el Oriente Medio. El emir de Palermo nombró a los gobernadores de las principales ciudades (qadi) y a los de las menos importantes (hakim), junto con los demás funcionarios. Cada ciudad tenía un consejo llamado gema, compuesto por los miembros más eminentes de la sociedad local, al que se le confiaba el cuidado de las obras públicas y del orden social. La población siciliana conquistada vivía como dhimmi o convertida al islam.
Los árabes iniciaron reformas agrarias que aumentaron la productividad y fomentaron el crecimiento de las pequeñas explotaciones, una mera mella en el dominio de las fincas. Los árabes mejoraron aún más los sistemas de riego. Con unos 300.000 habitantes, Palermo era en el siglo X la ciudad más poblada de Italia. Ibn Hawqal, un mercader de Bagdad que visitó Sicilia en el 950, dio una descripción de la ciudad. Un suburbio amurallado llamado el Kasr (la ciudadela) era (y sigue siendo) el centro de Palermo, y la gran mezquita del viernes se encontraba en el lugar de la posterior catedral romana. El suburbio de Al-Khalisa (Kalsa) contenía el palacio del sultán, baños, una mezquita, oficinas de gobierno y una prisión privada. Ibn Hawqal calculó que había 7.000 carniceros individuales que comerciaban en 150 tiendas.

### Sicilia fatimí (909-965)
En el año 909, la dinastía africana de los aglabíes fue reemplazada por el califato fatimí, una dinastía chiita ismaelita. Tres años más tarde, el gobernador fatimí fue expulsado de Palermo cuando la isla declaró su independencia bajo el emir Ibn Qurhub. Su fallido asedio en Taormina,  que había sido reconstruido por los cristianos, debilitó su influencia. En el año 917, una flota fatimí, traída por las súplicas de una facción siciliana insatisfecha, sitió Palermo. Después de un asedio de seis meses, Ibn Qurhub y su hijo fueron capturados y ejecutados.
La isla fue gobernada por un emir fatimí durante los siguientes veinte años. En el 937, los bereberes de Agrigento se rebelaron de nuevo, pero después de dos éxitos rotundos fueron derrotados decisivamente a las puertas de Palermo. Un ejército fue entonces enviado por el nuevo califa fatimí, Muhammad al-Qa'im Bi-Amrillah, para sitiar Agrigento dos veces hasta que cayó el 20 de noviembre de 940. La revuelta fue totalmente reprimida en 941 con muchos de los prisioneros vendidos como esclavos y el gobernador Khalil presumiendo de haber matado a 600.000 personas en sus campañas.

### Emirato independiente de Sicilia (965-1091)

El sur de Italia alrededor del año 1000, en el que se observa el emirato kalbí antes de su desaparición.

Después de reprimir otra revuelta en el 948, el califa fatimí Isma'il al-Mansur Bi-Nasrillah nombró a al-Hasan ibn Ali al-Kalbi como emir de la isla, como su cargo pronto se convirtió en hereditario, su emirato se independizó de facto del gobierno africano. En 950, Hassan hizo la guerra contra los bizantinos en el sur de Italia, llegando hasta Gerace y Cassano all'Ionio. Una segunda campaña calabresa en el 952 tuvo como resultado la derrota del ejército bizantino; Gerace fue nuevamente asediado, pero al final el emperador Constantino VII se vio obligado a aceptar que las ciudades calabresas pagaran un tributo a Sicilia.
En el 956, los bizantinos reconquistaron Reggio e invadieron Sicilia; se firmó una tregua en el 960. Dos años más tarde una revuelta en Taormina fue sangrientamente reprimida, pero la resistencia de los cristianos en el asedio de Rometta llevó al nuevo emperador Nicéforo II a enviar un ejército de 40.000 armenios, tracios y eslavos bajo su sobrino Manuel, quien capturó Messina en octubre del 964. El 25 de octubre, los bizantinos fueron derrotados en una feroz batalla con los kabildas. Manuel, junto con 10.000 de sus hombres, fue asesinado en la refriega.
El nuevo emir Abu'l-Qasim Ali ibn al-Hasan al-Kalbi (964-982) lanzó una serie de ataques contra Calabria en la década de 970, mientras que la flota bajo su hermano atacó las costas adriáticas de Apulia, capturando algunas fortalezas. Como los bizantinos estaban ocupados contra los fatimíes en Siria y con la conquista parcial del  Primer Imperio búlgaro, el emperador alemán Otón II decidió intervenir. El ejército aliado germano-lombardo fue derrotado en el 982 en la batalla de Stilo. Sin embargo, como el propio al-Qasim había sido asesinado, su hijo Jabir al-Kalbi prudentemente se retiró a Sicilia sin explotar la victoria. En 1006 una nueva flota sarracena fue derrotada de nuevo cerca de Reggio Calabria por los pisanos.
El emirato alcanzó su apogeo cultural bajo los emires Ja'far (983-985) y Yusuf al-Kalbi (990-998), ambos mecenas de las artes. El hijo de este último, Ja'far, fue en cambio un señor cruel y violento que expulsó a los bereberes de la isla después de una revuelta infructuosa contra él. En 1019, otro levantamiento en Palermo tuvo éxito, y Ja'far fue exiliado a África y sustituido por su hermano al-Akhal (1019-1037).

Sur de Italia en 1084, mostrando los restos del emirato Kalbida, entonces disputado por múltiples reclamantes, en la víspera de la conquista normanda final.

Con el apoyo de los fatimíes, al-Ajal derrotó dos expediciones bizantinas en 1026 y 1031. Su intento de recaudar un pesado impuesto para pagar a sus mercenarios causó una guerra civil. Al-Akhal pidió apoyo a los bizantinos mientras que su hermano abu-Hafs, cxabecilla de los rebeldes, recibió tropas del emir zirí de Ifriqiya, al-Muizz ibn Badis, que estaban al mando de su hijo Abdallah.
La población local conquistada por los musulmanes eran sicilianos católicos de rito romano en Sicilia occidental y cristianos ortodoxos de habla griega, principalmente en la mitad oriental de la isla —las iglesias estuvieron unidas hasta 1054 y la división fue definitiva tras el  saqueo de Constantinopla en 1204—, pero también había un número importante de judíos. A estos pueblos conquistados se les concedió una libertad de religión limitada bajo los musulmanes como dhimmi, pueblos protegidos, pero estaban sujetos a algunas restricciones legales, sin embargo también debían pagar la yizia, o impuesto de captación, y el jarach o impuesto sobre la tierra, pero estaban exentos del impuesto azaque que debían pagar los musulmanes. Bajo el dominio árabe había diferentes categorías de pagadores de la yizia, pero su común denominador era el pago de la yizia como marca de sometimiento al dominio musulmán a cambio de protección contra la agresión extranjera e interna. La población conquistada podía evitar este estatus servil simplemente convirtiéndose al Islam. Ya sea por convicción religiosa honesta o por compulsión social, un gran número de sicilianos nativos se convirtieron al islam. Sin embargo, incluso después de 100 años de dominio islámico, numerosas comunidades cristianas de habla griega prosperaron, especialmente en el noreste de Sicilia, como dhimmi. Esto fue en gran parte el resultado del sistema yizia que permitió la coexistencia servil. Esta coexistencia con la población conquistada se desmoronó tras la reconquista de Sicilia, en particular tras la muerte del rey Guillermo II de Sicilia en 1189.

### Declive (1037-1061) y conquista normanda de Sicilia (1061-1091)
En 1038, un ejército bizantino bajo el mando de Jorge Maniaces cruzó el estrecho de Mesina. Esto incluyó un cuerpo de normandos que salvó la situación en el primer enfrentamiento contra los musulmanes de Mesina. Después de otra victoria decisiva en el verano de 1040, Maniaces detuvo su marcha para sitiar a Siracusa. A pesar de su conquista de esta última, Maniaces fue destituido de su posición, y la subsiguiente contraofensiva musulmana reconquistó todas las ciudades capturadas por los bizantinos.
El normando Roberto Guiscardo, hijo de Tancredo, invadió Sicilia en 1060. La isla se dividió entre tres emires árabes, y la población siciliana se levantó contra los musulmanes gobernantes. Un año después, Messina cayó, y en 1072 Palermo fue tomada por los normandos. La pérdida de las ciudades, cada una con un espléndido puerto, dio un duro golpe al poder musulmán en la isla. Finalmente toda Sicilia fue tomada. En 1091, Noto en el extremo sur de Sicilia y la isla de Malta, los últimos bastiones árabes, cayeron ante los cristianos. Para el siglo XI, el poder musulmán en el Mediterráneo había comenzado a disminuir.
Federico II Hohenstaufen introdujo muchas medidas opresivas para complacer a los papas que temían al islam cerca del estado papal, lo que dio lugar a una rebelión de los musulmanes sicilianos, que a su vez desencadenó una resistencia organizada y represalias sistemáticas, que marcaron el capítulo final del Islam en Sicilia. La existencia de los musulmanes fue un tema constante durante el gobierno de la dinastía Hohenstaufen  en el Reino de Sicilia bajo Enrique VI y su hijo Federico II. Se trató de la conversión de la mayoría de los musulmanes al catolicismo, y la pérdida de un gran número de ellos durante las rebeliones. La aniquilación del Islam en Sicilia se completó a finales de 1240 cuando las deportaciones finales a Lucera tuvieron lugar.

### Deportación de los últimos musulmanes de Lucera (1300)
Algunos de los musulmanes expulsados fueron deportados a Lucera. Su número llegó finalmente a ser de entre 15.000 y 20.000, lo que llevó a que Lucera se llamara Lucaera Saracenorum porque representaba el último bastión de la presencia islámica en Italia. La colonia prosperó durante 75 años hasta que fue saqueada en 1300 por las fuerzas cristianas bajo el mando del angevino Carlos II de Anjou. Los habitantes musulmanes de la ciudad fueron exiliados o vendidos como esclavos, y muchos encontraron asilo en Albania al otro lado del mar Adriático. Tras las expulsiones de los musulmanes de Lucera, Carlos II sustituyó a los sarracenos de Lucera por cristianos, principalmente soldados y agricultores burgundios y provenzales, tras un asentamiento inicial de 140 familias provenzales en 1273. Un remanente de los descendientes de estos colonos provenzales, que todavía hablan un dialecto franco-provenzal, ha sobrevivido hasta hoy en los pueblos de Faeto y Celle di San Vito.

## Península Italiana

### Emirato de Bari (847-871)

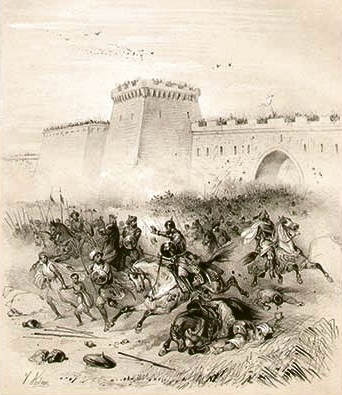
La captura conjunta de Bari por las tropas franco-lombardas bajo la dirección del emperador Luis II el Joven en el 871.

La ciudad portuaria adriática de Bari, en la región de Apulia, en el sur de Italia, fue capturada por un ejército musulmán en el año 847, y luego permaneció bajo control musulmán durante los siguientes 25 años. Se convirtió en la capital de un pequeño estado islámico independiente con un emir y una mezquita propia. El primer gobernante de Bari fue Khalfun, un líder bereber que probablemente había venido de Sicilia. Después de su muerte en el 852, fue sucedido por Mufarraq ibn Sallam, que fortaleció la conquista musulmana y amplió sus fronteras. También pidió al gobernador del califa de Bagdad Al-Mutawákkil en Egipto que lo reconociera oficialmente como vali —es decir, prefecto que gobernaba una provincia del imperio abasí—. El tercer y último emir de Bari fue Sawdan, que llegó al poder alrededor del año 857 tras el asesinato de Mufarraq. Invadió las tierras del ducado lombardo de Benevento, obligando al duque Adelchis a pagar un tributo. En el 864, obtuvo la investidura oficial pedida por Mufarraq. La ciudad fue embellecida con una mezquita, palacios y obras públicas.
En 870 el emperador alemán Luis II el Joven organizó una respuesta, abriéndose camino en las profundidades de Apulia y Calabria pero evitando los grandes centros de población como Bari o Taranto. Algunas ciudades fueron liberadas del control musulmán y las diversas bandas musulmanas encontradas fueron universalmente derrotadas. Animado por estos éxitos, Luis atacó Bari con una fuerza terrestre de alemanes, francos y lombardos y ayudado por una flota croata (de esclavenos). En febrero del 871 la ciudadela cayó y Sawdan fue capturado, encadenado y llevado a Benevento. En 1002 se detuvo un último intento de conquista sarracena, cuando una flota veneciana derrotó a los musulmanes que asediaban Bari.

### Lacio y Campania
A lo largo del siglo IX, las naves árabes dominaron el mar Tirreno. Sus piratas merodeaban por las costas italianas lanzando ataques de choque contra las ciudades de Amalfi, Gaeta, Nápoles y Salerno. Durante este período, al tomar las ciudades el mando de sus propias defensas, los ducados de Gaeta y Amalfi se independizaron del ducado de Nápoles. Sin embargo, los estados cristianos de la Campania no estaban preparados para aliarse contra la nueva amenaza sarracena. Amalfi y Gaeta se aliaron regularmente con los sarracenos y Nápoles no era mejor, todo ello para disgusto del papado. De hecho, fue Nápoles la primera que trajo tropas sarracenas al sur de la península italiana cuando el duque Andrés II las contrató como mercenarios durante su guerra con Sicardo príncipe de Benevento, en el 836. Sicardo respondió inmediatamente con sus propios mercenarios sarracenos y el uso pronto se convirtió en una tradición.
En 846 el Ducado de Nápoles, en alianza con las potencias marítimas de Gaeta, Amalfi y Sorrento, derrotó a una flota sarracena cerca de Licosa. Antes de la batalla, la alianza ya había reconquistado Ponza, que había caído en poder de los sarracenos a principios de ese año. Tres años más tarde, la misma coalición de ciudades marítimas, apoyada por los Estados Pontificios, derrotó a otra flota árabe cerca de la recientemente vuelta a fortificar Ostia. Los sarracenos sobrevivientes fueron hechos prisioneros, esclavizados y enviados a trabajar en cadenas de presidiarios construyendo el muro Leonino que iba a rodear la colina Vaticana. Roma nunca más sería amenazada por un ejército árabe.
En los años 880 y 881, el papa Juan VIII, que alentó una política enérgica contra los piratas y asaltantes musulmanes, rescindió su concesión de Traetto a Docibilis I de Gaeta y se la dio en cambio a Pandenolfo de Capua. Como relata Patricia Skinner:

[Pandenolfo] comenzó a atacar el territorio de Gaeta, y en represalia al papa Docibilis desató un grupo de árabes de Agropoli cerca de Salerno en el área alrededor de Fondi. El papa se «llenó de vergüenza» y devolvió Traetto a Docibilis. Su acuerdo parece haber desencadenado un ataque sarraceno a la propia Gaeta, en el que muchos gaetanos fueron asesinados o capturados. Finalmente la paz fue restaurada y los sarracenos hicieron un asentamiento permanente en la desembocadura del río Garigliano.

En el 898 la abadía de Farfa fue saqueada por los sarracenos, que la quemaron hasta los cimientos. El abad Pedro de Farfa consiguió organizar la huida de la comunidad y rescató su biblioteca y sus archivos. En el año 905, el monasterio fue atacado y destruido de nuevo por los sarracenos. Otras zonas de presencia histórica sarracena en el centro y sur de Italia fueron: Saracinesco, Ciciliano y Nocera Inferiore.
El campamento sarraceno de Minturno (en el actual Lazio) junto al río Garigliano se convirtió en una perenne espina clavada para el papado y muchas expediciones trataron de deshacerse de ellas. En 915, el papa Juan X organizó una vasta alianza de potencias del sur, incluyendo Gaeta y Nápoles, los príncipes lombardos y los bizantinos; «sin embargo, los amalfitanos se mantuvieron distantes». La subsiguiente Batalla de  Garigliano fue un éxito, y todos los sarracenos fueron capturados y ejecutados, poniendo fin a cualquier presencia de musulmanes en el Lacio o en la Campania de forma permanente. En el 999 un último intento sarraceno de conquista de Salerno fue frustrado por una alianza de lombardos, liderada por el príncipe Guaimario III de Salerno, y una banda de peregrinos normandos que volvían de Jerusalén.

### La invasión otomana de Otranto
En 1480, una flota turca otomana invadió Otranto, desembarcando cerca de la ciudad y capturándola junto con su fuerte. El papa Sixto IV llamó a una cruzada, y una fuerza masiva fue construida por Fernando I de Nápoles, entre ellos notablemente las tropas del rey húngaro Matías Corvino, a pesar de las frecuentes peleas italianas de la época. La fuerza napolitana se reunió con los turcos en 1481, aniquilándolos completamente y recapturando Otranto.
En 1537, el famoso corsario turco y almirante otomano Jeireddín Barbarroja  intentó de nuevo conquistar Otranto y la Fortaleza de Castro, ahora en manos españolas, pero los turcos fueron finalmente repelidos de la ciudad.
Las incursiones otomanas en las costas sur y oeste de Italia continuaron hasta el siglo XVII. Pozzuoli y Castellammare di Stabia en la bahía de Nápoles fueron atacados en 1548; Ischia en 1544; Regio de Calabria en Calabria en 1594 (catedral destruida); y Vieste, Vasto y Manfredonia fueron asaltados y saqueados en 1554, 1560 y 1620 respectivamente.

## Cerdeña
A partir de 705-706, los sarracenos del recientemente conquistado norte de África acosaban a los sardos de las ciudades costeras. Los detalles sobre la situación política de la isla en los siglos siguientes son escasos. A causa de los ataques sarracenos en el siglo IX, Tharros fue abandonada en favor de Oristán después de más de 1.800 años de habitabilidad; Cagliari, Porto Torres y otros numerosos centros costeros sufrieron el mismo destino. En el año 805, el patricio imperial de Sicilia, Constantino firmó una tregua de diez años con Ibrahim ibn al-Aghlab, emir de Ifriqiya, pero esto no fue un impedimento para que los demás piratas del norte de África y de la España musulmana atacaran repetidamente Cerdeña entre 806 y 821.
En 1015 y nuevamente en 1016 el emir Mujahid de Denia (latinizado como Museto) de la taifa de Denia, en el este de la España musulmana (al-Ándalus), atacó Cerdeña e intentó establecer un control político sobre ella. El Liber maiolichinus de la república de Pisa del siglo XII, historia de la expedición a las islas Baleares de 1113-1115, registra que Mujahid había logrado tomar el control militar de la llanura costera de Cerdeña; el gobernante local de Cerdeña y juez de Cagliari, Salusio, murió en los combates y la resistencia organizada de Cerdeña se quebró. Sin embargo, en el transcurso de esos mismos años, algunas expediciones conjuntas de las repúblicas marítimas italianas de Pisa y Génova lograron repeler a los invasores y así preservaron Cerdeña como parte de la cristiandad: estas expediciones pisano-genovesas a Cerdeña fueron aprobadas y apoyadas por el papado, convirtiéndolas en precursoras de las cruzadas, que comenzaron ochenta años más tarde. En 1022, los sarracenos hicieron algunos nuevos intentos de invasión, pero una alianza conjunta entre Pisa, Génova y los Judicatos de Cerdeña pudo evitar que lo hicieran efectivamente en 1052. Aunque los ataques árabes no consiguieron la conquista de la isla, causaron sin embargo un debilitamiento significativo de la independencia real de Cerdeña, lo que llevó a una lucha de las potencias italianas por la influencia política sobre los estados independientes de la isla, con la única excepción del juzgado de Arborea.

## Influencia y legado islámico y árabe
El arte y la ciencia árabes siguieron teniendo una gran influencia en la Sicilia urbana durante los dos siglos posteriores a la reconquista cristiana. Se dice que Federico II, Emperador del Sacro Imperio Romano Germánico y Rey de Sicilia a principios del siglo XIII, hablaba árabe (además de latín, siciliano, alemán medio, provenzal y griego bizantino) y tenía varios ministros musulmanes. El patrimonio de la lengua árabe se encuentra todavía en numerosos términos adaptados de ella y todavía utilizados en la lengua siciliana. Otro legado de la dominación musulmana es la supervivencia de algunos topónimos sicilianos de origen árabe, por ejemplo «Calata-» o «Calta-»- del árabe qalʿat (قلعة) «castillo».